# Ashes of Empire
Ashes of Empire est un jeu vidéo de stratégie développé par Midnight et sorti en 1992 sur DOS et Amiga.

## Accueil
- Génération 4 : 77 %[1]